# Andrei
Andrei/Andrij/Andrej (russisch Андрей Andrej, ukrainisch Андрій, belarussisch Андрэй) ist ein russischer männlicher Vorname und eine ostslawische Variante des Vornamens Andreas.

## Namenstage
Namenstage sind 27. Januar, 31. Mai, 5. Juni, 11. Juni, 15. Juni, 21. Juni, 3. Juli, 13. Juli, 17. Juli, 22. Juli, 25. Juli, 17. August, 1. September, 19. September, 23. September, 4. Oktober, 6. Oktober, 15. Oktober, 23. Oktober, 9. November, 30. November, 11. Dezember, 13. Dezember, 15. Dezember.

## Varianten
- Russisch: Andrey (engl. Transkription); Andrei, Andrej (deutsche Transkription); Kosenamen: Andrjuscha, Andrjuschka, Andrjucha, Andrjunja, Drjulja, Druschka
- Ukrainisch: Andriy (engl. Transkription); Andrij (deutsche Transkription); Kosenamen: Andrijko, Andrus
- Polnisch: Andrzej
- lettisch: Andrejs
- litauisch: Andriejus
- Serbisch: Andrej

## Namensträger

### Vorname
- Andrei II. († 1264), Großfürst von Wladimir (1248–1252)

- Andrei Arshavin (* 1981), russischer Fußballspieler
- Andrei Bogoljubski (1111–1174), russischer Fürst
- Andrei Fridrichowitsch Borodin (* 1967), russischer Bankier
- Andrei Wladimirowitsch Gawrilow (* 1955), russischer Pianist
- Andrei Sergejewitsch Grigorjew (* 1984), russischer Ski-Orientierungsläufer
- Andrei Andrejewitsch Gromyko (1909–1989), sowjetischer Politiker
- Andrei Iwanowitsch Jerjomenko (1892–1970), Marschall der UdSSR
- Andrei Grigorjewitsch Kaschetschkin (* 1980), kasachischer Radsportler
- Andrej Klimovets (* 1974), belarussisch-deutscher Handballspieler
- Andrei Kolkutin (* 1957), russischer Künstler
- Andrei Nikolajewitsch Kolmogorow (1903–1987), sowjetischer Mathematiker
- Andrei Leonidowitsch Lamow (* 1986), russischer Ski-Orientierungsläufer
- Andrej Lebedseu (* 1991), belarussischer Fußballspieler
- Andrei Andrejewitsch Markow (1856–1922), russischer Mathematiker
- Andrei Andrejewitsch Markow (1903–1979), russischer Mathematiker und Logiker
- Andrei Nikolajewitsch Mironow (1954–2014), russischer Journalist und Menschenrechtsaktivist
- Andrei Nikolajewitsch Mironow (* 1975), russischer Maler
- Andrei Pateitschuk (* 1989), russischer Pokerspieler
- Andrej Pirrwitz (* 1963), deutscher Fotograf
- Andrij Pjatow (* 1984), ukrainischer Fußballspieler
- Andrei Wassiljewitsch Prokofjew (1959–1989), sowjetischer Leichtathlet
- Andrei Rubljow (1360–1430), russischer Ikonenmaler
- Andrei Dmitrijewitsch Sacharow (1921–1989), sowjetischer Physiker, Dissident und Friedensnobelpreisträger
- Andrei Saitschenko (* 1978), russischer Pokerspieler
- Andrij Schewtschenko (* 1976), ukrainischer Fußballspieler und Politiker
- Andrij Schewtschenko (* 1976), ukrainischer Journalist, Politiker und Diplomat
- Andrei Wiktorowitsch Seroschtan (* 1995), russischer Poolbillardspieler
- Andrej Startsev (* 1994), deutscher Fußballspieler
- Andrej Šustr (* 1990), tschechischer Eishockeyspieler
- Andrei Tarkowski (1932–1986), sowjetischer Filmemacher
- Andrei Nikolajewitsch Tichonow (1906–1993), sowjetischer Mathematiker
- Andrei Nikolajewitsch Tupolew (1888–1972), sowjetischer Flugzeugkonstrukteur
- Andrij Woronin (* 1979), ukrainischer Fußballspieler
- Andrei Wosnessenski (1933–2010), russischer Dichter und Schriftsteller

### Familienname
- Alessandro Andrei (* 1959), italienischer Kugelstoßer
- Alina Andrei (* 1978), Stuntfrau, Schauspielerin, Drehbuchautorin und Filmproduzentin
- Damir Andrei (* 1955), kroatisch-kanadischer Schauspieler
- Edward Andrei (* 1975), rumänischer Wasserballspieler
- Ioana Andrei (* 2003), rumänische Sprinterin
- Ionuț Andrei (* 1985), rumänischer Bobsportler
- Iulian Andrei (* 1974), rumänischer Rugby-Union-Spieler
- Marcello Andrei (* 1922), italienischer Regisseur
- Marin Andrei (* 1940), rumänischer Fußballspieler
- Michael Andrei (* 1985), deutscher Volleyballspieler
- Natan Andrei, US-amerikanischer theoretischer Physiker, Professor an der Rutgers University
- Nicolae Andrei (* 1939), rumänischer Eishockeyspieler
- Petre Andrei (1891–1940), rumänischer Soziologe
- René Andrei (1906–1987), französischer Bildhauer
- Ștefan Andrei (1931–2014), rumänischer Politiker, Außenminister
- Theodor Andrei (* 2004), rumänischer Sänger
- Vasile Andrei (* 1955), rumänischer Ringer
- Violeta Andrei (* 1941), rumänische Schauspielerin